# واشینگتن خانه من
واشینگتن، خانهٔ من (انگلیسی: Washington, My Home) سرود ایالتی ایالت واشینگتن می‌باشد. این سرود را هالن دیویس در سال ۱۹۵۱ میلادی سروده و استوارت چرچیل نیز برای این سروده آهنگسازی کرده‌است.